# Mecix texana
Mecix texana är en stekelart som beskrevs av Lubomir Masner 1980. Mecix texana ingår i släktet Mecix och familjen Scelionidae. Inga underarter finns listade i Catalogue of Life.